# Skoczomyszka
Skoczomyszka (Zapus) – rodzaj ssaków z rodziny skoczomyszek (Zapodidae).

## Zasięg występowania
Rodzaj obejmuje gatunki występujące w Ameryce Północnej.

## Morfologia
Długość ciała (bez ogona) 75–102 mm, długość ogona 108–160 mm, długość tylnej stopy 28–60 mm; masa ciała 12–40 g.

## Systematyka
Rodzaj zdefiniował w 1875 roku amerykański chirurg i ornitolog Elliott Coues na łamach Bulletin of the United States Geological and Geographical Survey of the Territories. Na gatunek typowy Coues wyznaczył (oznaczenie monotypowe) skoczomyszkę łąkową (Z. hudsonicus).

### Etymologia
Zapus: gr. przyrostek wzmacniający ζα- za-; πους pous, ποδος podos „stopa”.

### Ewolucja
Gatunki należące do tego rodzaju znane są od późnego pliocenu w Ameryce Północnej. Rodzaj Zapus najwyraźniej powstał w Azji od przodka należącego do Eozapus, który przeniósł się przez Cieśninę Beringa do Ameryki Północnej. Wymarły Zapus rinkeri z Kansas, najstarszy znany północnoamerykański przedstawiciel Zapus, tworzy kolejną serię z wymarłym Z. burti i występującym współcześnie Z. hudsonius. Z. burti mógł być przodkiem obecnych Z. trinotatus i Z. princeps i klad ten mógł powstać z linii Z. hudsonius. 

### Podział systematyczny
Pokrewne rodzaje skoczomysz (Napaeozapus) i myszoskok (Eozapus) były włączane do tego rodzaju, niekiedy w randze podrodzaju. Dane molekularne sugerują wyodrębnienie z Z. hudsonicus taksonu luteus, z Z. trinotatus taksonu montanus oraz z Z. princeps taksonów oregonius, saltator, pacificus i nieopisanego gatunku z północnych Gór Skalistych, jednak potrzebne są dalsze badania oparte na danych molekularnych i morfologicznych na układem systematycznym tego rodzaju; tutaj lista występujących współcześnie gatunków za Mammals Diversity Database:
- Zapus hudsonius (E.A.W. Zimmermann, 1780) – skoczomyszka łąkowa
- Zapus luteus G.S. Miller, 1911
- Zapus trinotatus Rhoads, 1895 – skoczomyszka pacyficzna
- Zapus montanus Merriam, 1897
- Zapus princeps J.A. Allen, 1893 – skoczomyszka zachodnia
- Zapus oregonus Preble, 1899
- Zapus pacificus Merriam, 1897
- Zapus saltator J.A. Allen, 1899

Opisano również gatunki wymarłe:
- Zapus burti Hibbard, 1941[10] (Stany Zjednoczone; plejstocen)
- Zapus rinkeri Hibbard, 1951[11] (Stany Zjednoczone; pliocen)
- Zapus sandersi Hibbard, 1956[12] (Stany Zjednoczone; plejstocen)
- Zapus sykesae Martin, 1989[13] (Stany Zjednoczone; plejstocen)